# Benyllus rufopictus
Benyllus rufopictus är en stekelart som beskrevs av Heinrich 1934. Benyllus rufopictus ingår i släktet Benyllus och familjen brokparasitsteklar. Inga underarter finns listade.